# Europa i flammer
Europa i flammer (engelsk: The Winds of War) er en amerikansk miniserie fra 1983 om en families forsøg på at skabe sig en udholdelig tilværelse, mens verden er i opbrud i årene forud for Anden Verdenskrig.

## Handling
I slutningen af 30'erne har rabiate politiske holdninger vundet indpas i flere verdensdele. I Europa opruster Tyskland og fortsætter med at indlemme flere lande i Riget. Samtidig regerer Mussolini Italien med hård hånd under det fascistiske styre, og mod øst gør den japanske kejser klar til et endeligt opgør med Kina.
Europa i flammer følger søofficeren Victor "Pug" Henry og hans børn, mens verden gennemlever historiske kriser frem mod 7. december 1941 – dagen for Japans angreb på Pearl Harbor.